# Govert-Marinus Augustijn
Govert-Marinus Augustijn, est un maître-potier hollandais faisant partie dans ce pays du courant Art nouveau ou "Nieuwe Kunst" par lequel on désigne la forme particulière qu'a pris l'Art nouveau aux Pays-Bas.
Il naquit à Bergen op Zoom le 27 octobre 1871 et mourut à Hilversum le 26 mai 1963 à l’âge de 93 ans, il était le fils de Govert Johannes Augustijn, fabricant potier et de Maria van Dijke.
Il avait épousé à Bergen-op-Zoom le 4 mai 1906 Cornelia Scriwanek née à Maastricht le 23 avril 1873.

## Ses origines
La ville de Bergen op Zoom était depuis le XVe siècle un des plus importants centres de fabrication de poterie en Europe. Une douzaine de familles liées entre elles, parmi lesquelles les Vetten et les Augustijn, se partageaient le monopole de cette production.
La famille de Govert-Marinus, qui en était à la septième génération de fabricants potiers descendait ainsi d’Adriaen Augustijn, « maître-potier » qui épousa le 20 décembre 1661 Margrieten Jans.
Il était le petit-fils de Govert Marinus Govertz. Augustijn (1803-1879), important fabricant potier qui avait épousé le 12 mars 1829 Anna Straatman qui est la sœur de Lambert Straatman qui s’établit comme commissionnaire-expéditeur par eau et armateur à Bruxelles et qui n’est autre que le grand-père de Gabriel van Dievoet, célèbre décorateur Art nouveau et de son frère l’architecte Henri van Dievoet.

## Son œuvre et la fabrique «De Kat» («Le Chat»)

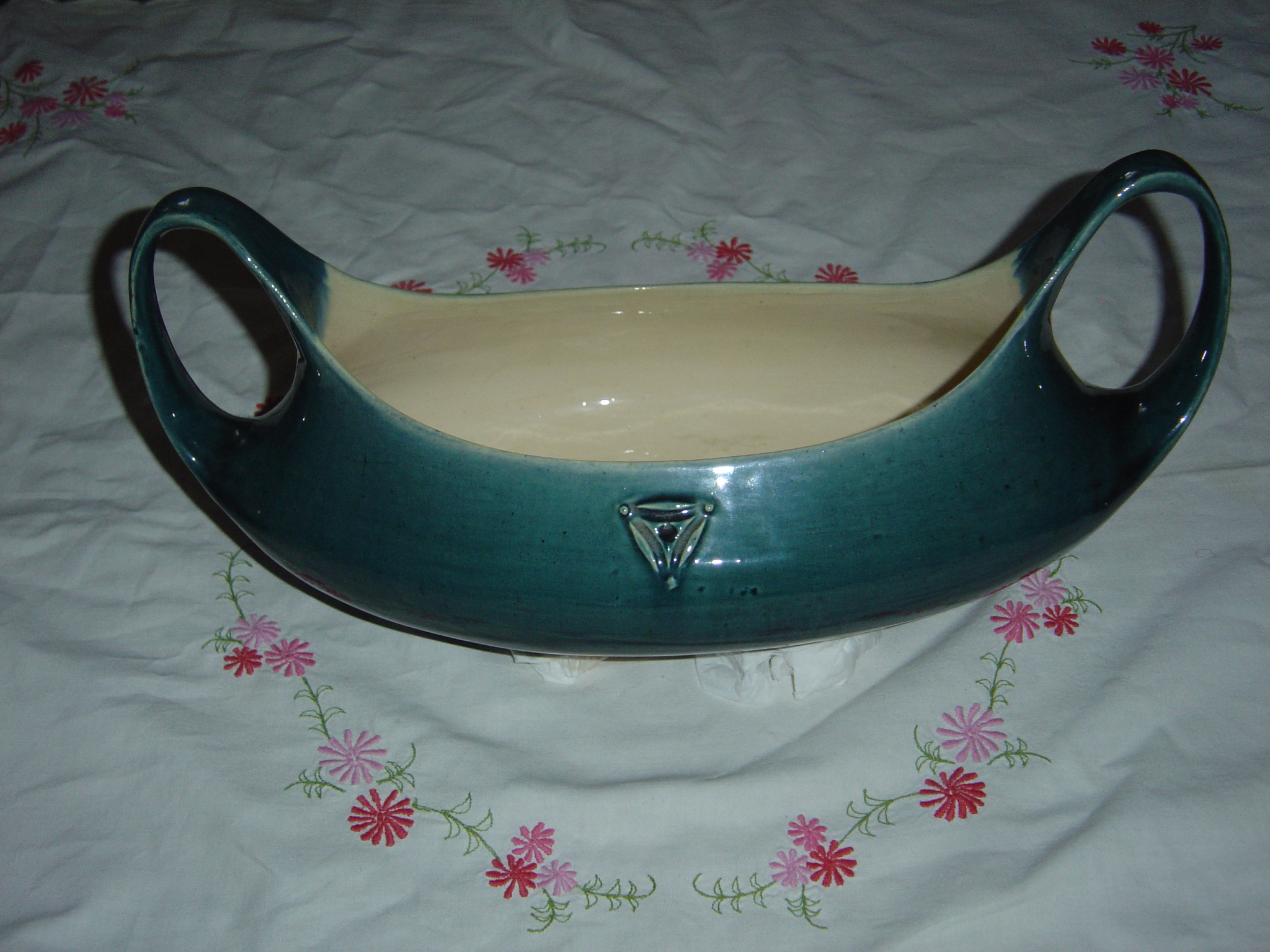
Jardinière de la fabrique De Kat, par Govert-Marinus Augustijn, entre 1902 et 1918, Catalogue Augustijn, n°112, Q6.

Govert-Marinus Augustijn avait hérité de la fabrique « De Kat » qui appartenait à sa famille depuis 1758. C’est lui qui de lieu où l’on fabriquait de la poterie à usage courant en fit un centre de création artistique Art nouveau.
Il se lia avec le peintre Willem van Dort et Adriaan Disco formés à Amsterdam ; lui-même alla se former dans cette métropole dans la firme « Amstelhoek » où il put apprendre des techniques modernes.
Il retourna en 1902 à Bergen op Zoom où il commença à œuvrer dans la fabrique paternelle qu’il transforma rapidement en un centre moderne de production de céramique d’art, il fit construire également de nouveaux bâtiments à l’emplacement de l’ancienne grange communale.
La fabrique « de Kat » produisit toute une longue série d’œuvres inspirées par l’Art nouveau que l’on peut venir admirer à Bergen op Zoom dans le Musée Markiezen Hof.
La fabrique publia elle-même un catalogue qui donne une belle vue d’ensemble de sa production : vases, jardinières, cruches, pots, chandeliers, etc.
Un vernis brillant et vif leur donne beaucoup  d’éclat.